# Louis Ladislas Marc de Saint-Pierre
Pour les articles homonymes, voir Saint-Pierre.
Louis Ladislas Marc de Saint-Pierre est un homme politique français, né le 14 mars 1810 à Caen (Calvados) et décédé le 29 décembre 1890 à Paris.

## Biographie
Louis Ladislas, de son nom complet Marc de Saint-Pierre, est le fils de Théodore Marc de Saint-Pierre (1786-1861) et d'Agathe Aimée de Pernon. Il reste sans alliance et sans postérité.
Propriétaire terrien, membre fondateur du Jockey Club de Paris, maire de Saint-Pierre-du-Fresne, administrateur de la Compagnie des chemins de fer du Nord, il est élu représentant du Calvados en 1871, il siège au centre-gauche. Il est élu conseiller général du canton d'Aunay-sur-Odon en 1871. Il est sénateur du Calvados, siégeant au centre-gauche, de 1876 à 1890.

## Sources
- « Louis Ladislas Marc de Saint-Pierre », dans Adolphe Robert et Gaston Cougny, Dictionnaire des parlementaires français, Edgar Bourloton, 1889-1891 [détail de l’édition]